# Andrés Carrascosa Coso
Andrés Carrascosa Coso (Cuenca, 16 de diciembre de 1955) es un arzobispo y diplomático católico español, nuncio apostólico en Ecuador desde 2017.

## Biografía
Andrés nació el 16 de diciembre de 1955, en el municipio español de Cuenca. Hijo del médico Eduardo Carrascosa del Amo y de Trinidad Coso Langa. Es sobrino de Andrés Coso Langa, mártir de la persecución religiosa durante la guerra civil española.
Se crio en el municipio de Alcázar del Rey.
Realizó sus estudios eclesiásticos, en el Seminario Mayor de Cuenca. También realizó un curso anual de espiritualidad sacerdotal en Frascati.
Fue enviado a realizar estudios en el Colegio Español de Roma. En 1981, obtuvo la licenciatura en Teología bíblica, por la Pontificia Universidad Gregoriana, siendo escogido para entrar al servicio de la diplomacia pontificia.
Asistió a la Academia Pontificia Eclesiástica, donde cursó estudios en diplomacia eclesiástica. Consiguió la licenciatura en Derecho canónico y el doctorado en Derecho Internacional, en la Universidad Angelicum.
Además de su lengua materna, habla inglés, francés, italiano, portugués y alemán.

### Sacerdocio
Fue ordenado diácono el 17 de marzo de 1979, en la iglesia de San Esteban de Cuenca, a manos del obispo José Guerra Campos. Su ordenación sacerdotal fue el 2 de julio de 1980, a manos del mismo obispo; incardinándose en la diócesis de Cuenca.

#### Diplomacia
Ingresó al servicio diplomático de la Santa Sede en 1985. Trabajó como secretario de la nunciatura de Monrovia, que cubría Liberia, Sierra Leona, Guinea y Gambia.
Luego fue destinado a la secretaría de la nunciatura de Copenhague, acreditado ante los gobiernos de Dinamarca, Suecia, Noruega, Islandia y Finlandia.
Fue enviado a trabajar a la sección para las Relaciones con los Estados de la Secretaría de Estado de la Santa Sede. Después, fue consejero de la misión de la Santa Sede ante las Naciones Unidas en Ginebra (Suiza), de la nunciatura en Brasil y en Canadá.

### Episcopado
República del Congo y Gabón
El 31 de julio de 2004, el papa Juan Pablo II lo nombró arzobispo titular de Elo y nuncio apostólico en República del Congo. El 26 de agosto siguiente, también fue nombrado nuncio apostólico en Gabón. Fue consagrado el 7 de octubre del mismo año, en la basílica de San Pedro, a manos del cardenal Angelo Sodano.
Presentó sus cartas credenciales al presidente del Congo, Denis Sassou-Nguesso, el 17 de noviembre siguiente en Brazzaville y al presidente de Gabón, Omar Bongo, el 15 de marzo de 2005 en Libreville.
Panamá
El 12 de enero de 2009, el papa Benedicto XVI lo nombró nuncio apostólico en Panamá. El 31 de marzo del mismo año, presentó sus cartas credenciales al presidente Martín Torrijos, asumiendo como decano del Cuerpo Diplomático acreditado en ese país. Abandonó el país el 18 de julio de 2017.
Ecuador

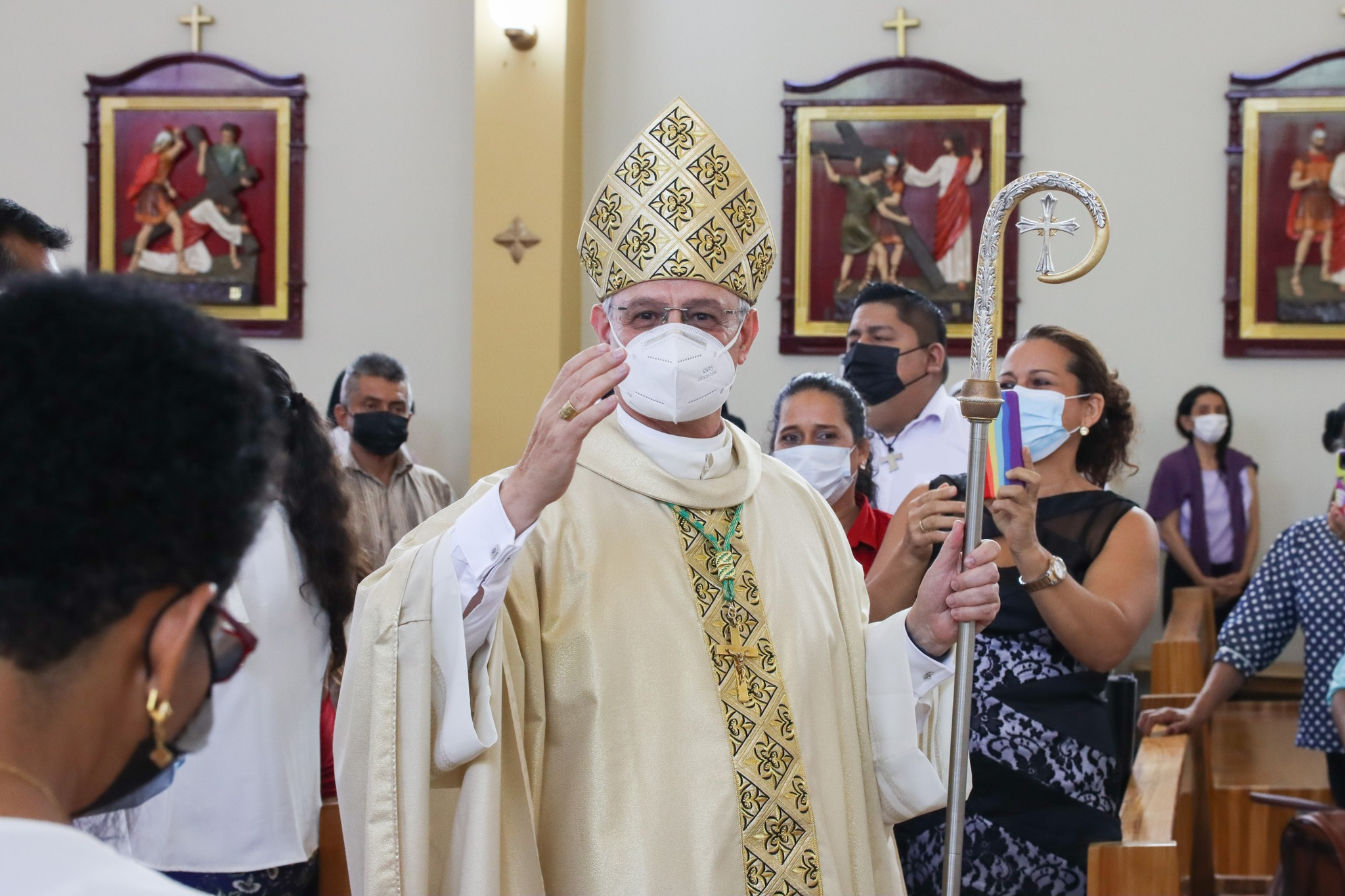
Carrascosa en la erección de la diócesis de Daule (2022).

El 22 de junio de 2017, el papa Francisco lo nombró nuncio apostólico en Ecuador. El 14 de septiembre de 2017, arribó a su misión apostólica. El 29 de noviembre del mismo año, presentó sus cartas credenciales al presidente Lenín Moreno, asumiendo como decano del Cuerpo Diplomático acreditado en ese país. El 6 de diciembre siguiente, fue presentado ante la comunidad católica en la catedral primada del Ecuador.
En noviembre de 2023, fue designado enviado especial para la posesión presidencial de Daniel Noboa.

## Obras
- Carrascosa, A. (1990). La Santa Sede y la Conferencia sobre la Seguridad y la Cooperación en Europa. Cuenca.[9]

## Condecoraciones
El 10 de julio de 2008 le fue impuesta, por el Embajador de España, Miguel Fernández-Palacios, la Encomienda de la Orden de Isabel la Católica que le había sido concedida por el rey Juan Carlos I a petición del ministro de Asuntos Exteriores “por la cercanía demostrada a los misioneros, en particular los españoles”.
El 16 de enero de 2009 le fue impuesta por el ministro de Asuntos Exteriores de Gabón la condecoración de “Gran Oficial de la Orden de la Estrella Ecuatorial” y el 10 de febrero de 2009, por el ministro de Asuntos Exteriores de la República del Congo, la de “Gran Oficial de la Orden del Mérito”.
Al concluir su estancia en Gabón y en reconocimiento a su servicio en tal país, Carrascosa fue elevado al grado de gran oficial de la Orden de la Estrella Ecuatorial de Gabón.
Panamá reconoció el servicio de Carrascosa, otorgándole la condecoración nacional de la Orden de Vasco Núñez de Balboa, en el grado de "Gran Cruz".